# Reginald Warneford

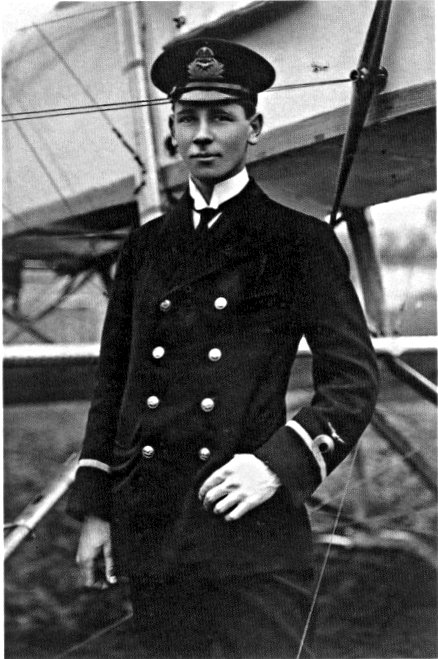
Reginald Warneford

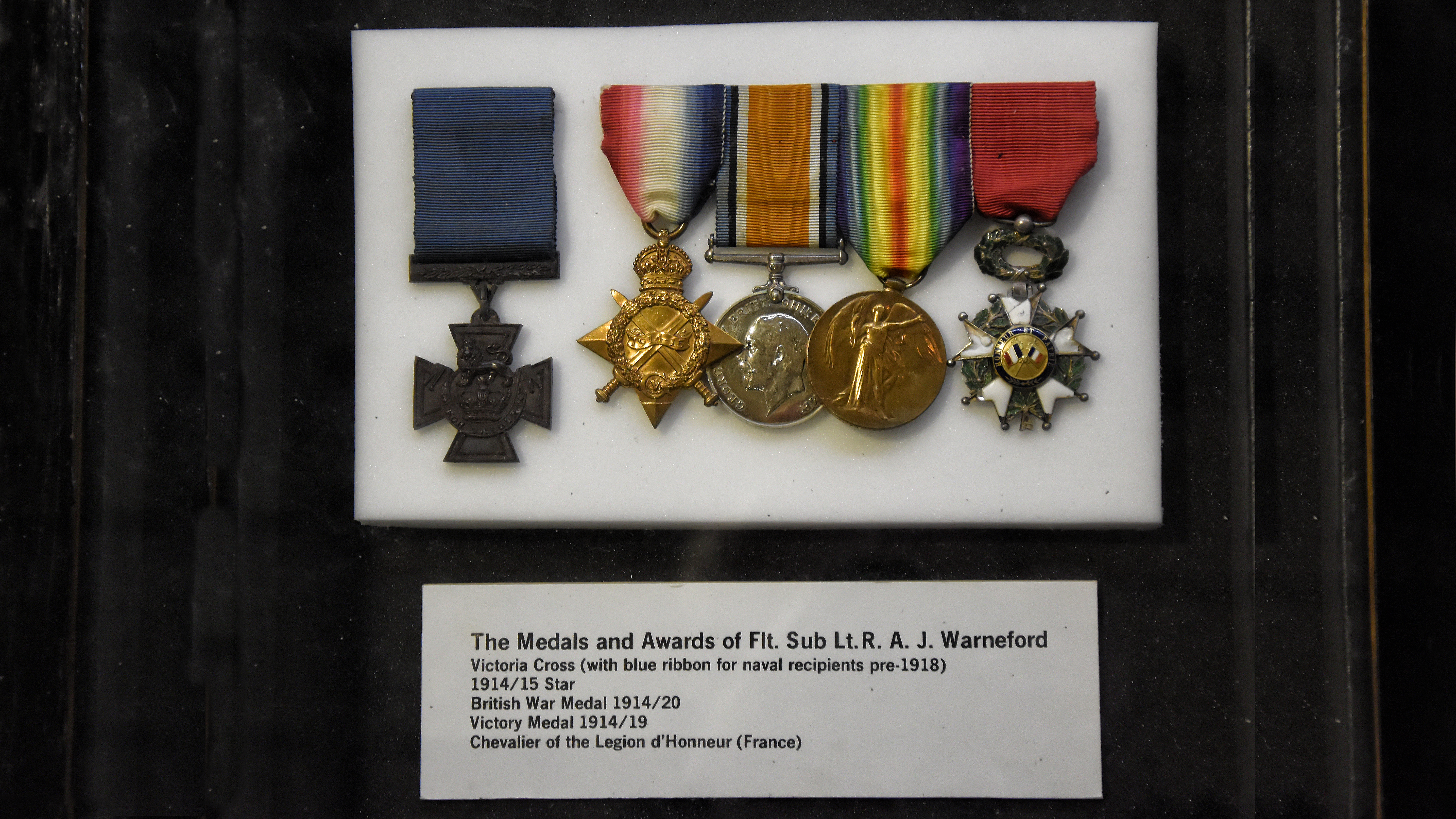
Eretekens uitgereikt aan Warneford - Fleet Air Arm Museum

Reginald Alexander John Warneford (Darjeeling, 15 oktober 1891 – Villacoublay, 17 juni 1915) was een officier van de Royal Naval Air Service die het Victoria Cross ontving. Hij was de zoon van Reginald William Henry en Alexandra Campbell.

## Jeugdjaren
Reginald Warneford doorliep de lagere school in de King Edward VI School te Stratford-upon-Avon. Toen zijn familie terug naar India vertrok (zijn vader was ingenieur bij de Indian Railways), maakte hij zijn opleiding af in het English College te Simla. Daarna volgde hij een opleiding bij de koopvaardijvloot en werkte dan bij de British-India Steam Navigation Company. Bij het uitbreken van de Eerste Wereldoorlog verbleef hij in Canada, maar vertrok vandaar naar Groot-Brittannië om een opleiding als piloot te volgen.

## Zijn leven als piloot
Warneford begon zijn opleiding in Hendon en Upavon en rondde deze af op de Central Flying School te Salisbury. Hij ontving zijn vliegbrevet op 15 maart 1915 te Eastchurch. Alhoewel zijn capaciteiten als piloot voor iedereen duidelijk waren, kon de normale procedure om hem tot piloot te bevorderen niet worden gevolgd. Een van zijn superieuren had de volgende commentaar bij zijn overmoed: "Deze kerel zal grootse dingen doen of zichzelf ombrengen". Door zijn roekeloos en ongedisciplineerd gedrag werd hij Wild Hawk genoemd. Toch werd hem de kans geboden zich te bewijzen en werd hij als piloot aangesteld.
Aanvankelijk werd hij toegevoegd aan de 2e Wing op het Isle of Sheppey in Kent, maar vrij snel, op 7 mei 1915, kon hij aan de slag als piloot bij de 1e Wing van de Royal Naval Air Service te Veurne. Hij kwam in actie tegen Duitse troepen, artillerie en vliegtuigen. Hij kreeg toelating om, eens in de lucht, zijn eigen doelwitten te kiezen. Op 17 mei 1915 viel hij het luchtschip LZ39 aan met machinegeweervuur, maar de zeppelin kon ontsnappen door het uitwerpen van ballast en ging zo op een hoogte vliegen die voor Warneford onbereikbaar was.

## Het neerhalen van LZ37
Op 7 juni 1915 vloog Warneford boven Gent, aan boord van een Morane-Saulnier L en vernietigde het Duitse luchtschip LZ 37. De LZ37 was in Etterbeek opgestegen maar moest zijn missie om Londen te bombarderen afbreken. Warneford had zijn doelwit vanaf Oostende achtervolgd en slaagde erin om zijn bommen op de zeppelin te droppen waarbij de laatste het luchtschip in brand zette. De LZ37 stortte neer op het klooster van de zusters Onze-Lieve-Vrouw Visitatie in Sint-Amandsberg. Hierbij kwam één non om het leven, en twee anderen werden zwaar gewond. Een negenjarig meisje, dat in het Sint-Elisabeth begijnhof van Sint-Amandsberg verbleef, kwam om door neervallende brokstukken. Eén Duitser (Alfred Mühler) overleefde de crash.
Warneford verklaarde later dat de ontploffing zijn toestel hoger in de lucht had geslingerd en om zijn as had doen draaien. Wegens motorproblemen moest hij het in bezet gebied aan de grond zetten. Na 35 minuten slaagde hij erin om het vliegtuig weer aan de praat te krijgen waarna hij terug naar zijn basis vloog.

## Onderscheidingen
- Op 11 juni 1915 ontving Warneford het Victoria Cross (VC) uit handen van koning George V.
- Op 17 juni 1915 ontving hij het Legioen van Eer uit handen van de Franse legeraanvoerder, generaal Joffre.

## Zijn dood
Hij reisde naar het vliegveld van Buc om vanaf daar met een nieuw vliegtuig naar zijn basis te Veurne te vliegen. Na een korte testvlucht aan boord van een Farman HF 27 startte hij opnieuw, ditmaal in gezelschap van een Amerikaanse journalist. Tijdens het optrekken naar een hoogte van 200 voet brak de rechtervleugel af en beide inzittenden werden uit het vliegtuig geslingerd. De Amerikaan was op slag dood; Warneford stierf op weg naar het ziekenhuis. Zijn begrafenis in het Londense Brompton Cemetery op 21 juni 1915, werd door duizenden mensen bijgewoond. Zijn Victoria Cross is te zien in het Fleet Air Arm Museum te Yeovil.
Op 29 juli 1919 werd een gedenkplaat ter ere van Warneford aan de gevel van het klooster ingehuldigd en later werd een straat in Sint-Amandsberg naar hem genoemd.

## Duitse slachtoffers
Van de negenkoppige bemanning van de LZ37 was er slecht één overlevende: stuurman Alfred Mühler. De acht anderen werden op de Westerbegraafplaats in Gent begraven alwaar een monument voor hen werd opgericht. In de jaren 50 van de twintigste eeuw werden vijf slachtoffers naar het Deutscher Soldatenfriedhof in Vladslo overgebracht. De bevelvoerder Otto Van Der Haegen en tweede in bevel Kurt Ackermann liggen nog in Gent. Onderofficier Wilhelm Müller werd reeds in 1915 naar Bonn overgebracht.

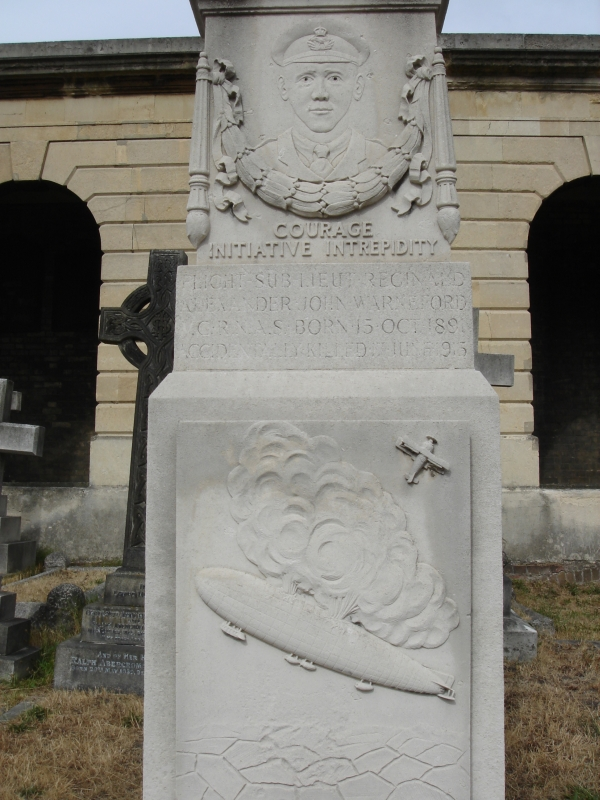
Zijn grafsteen op Brompton cemetery te Londen
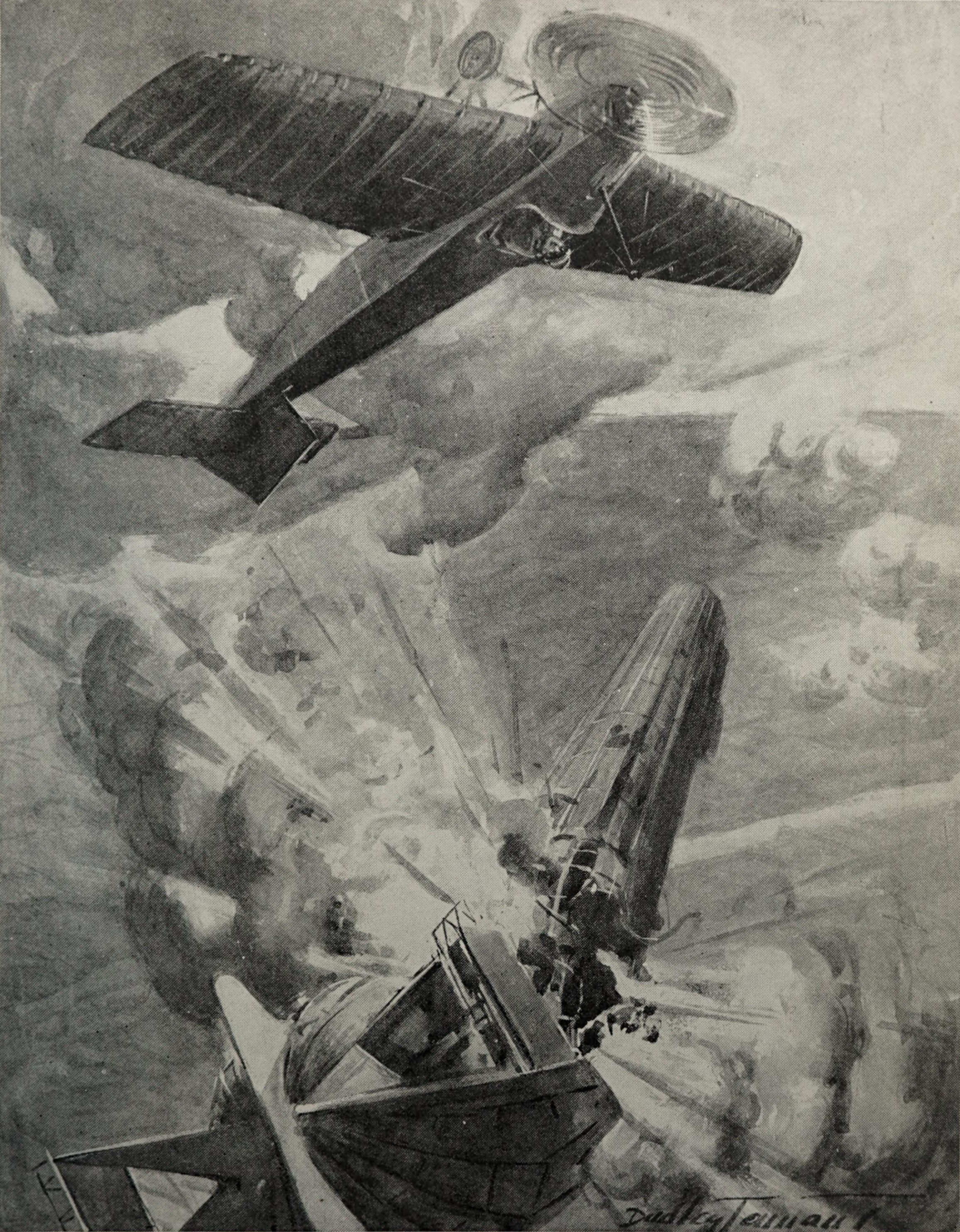
Een tekening van zijn exploot
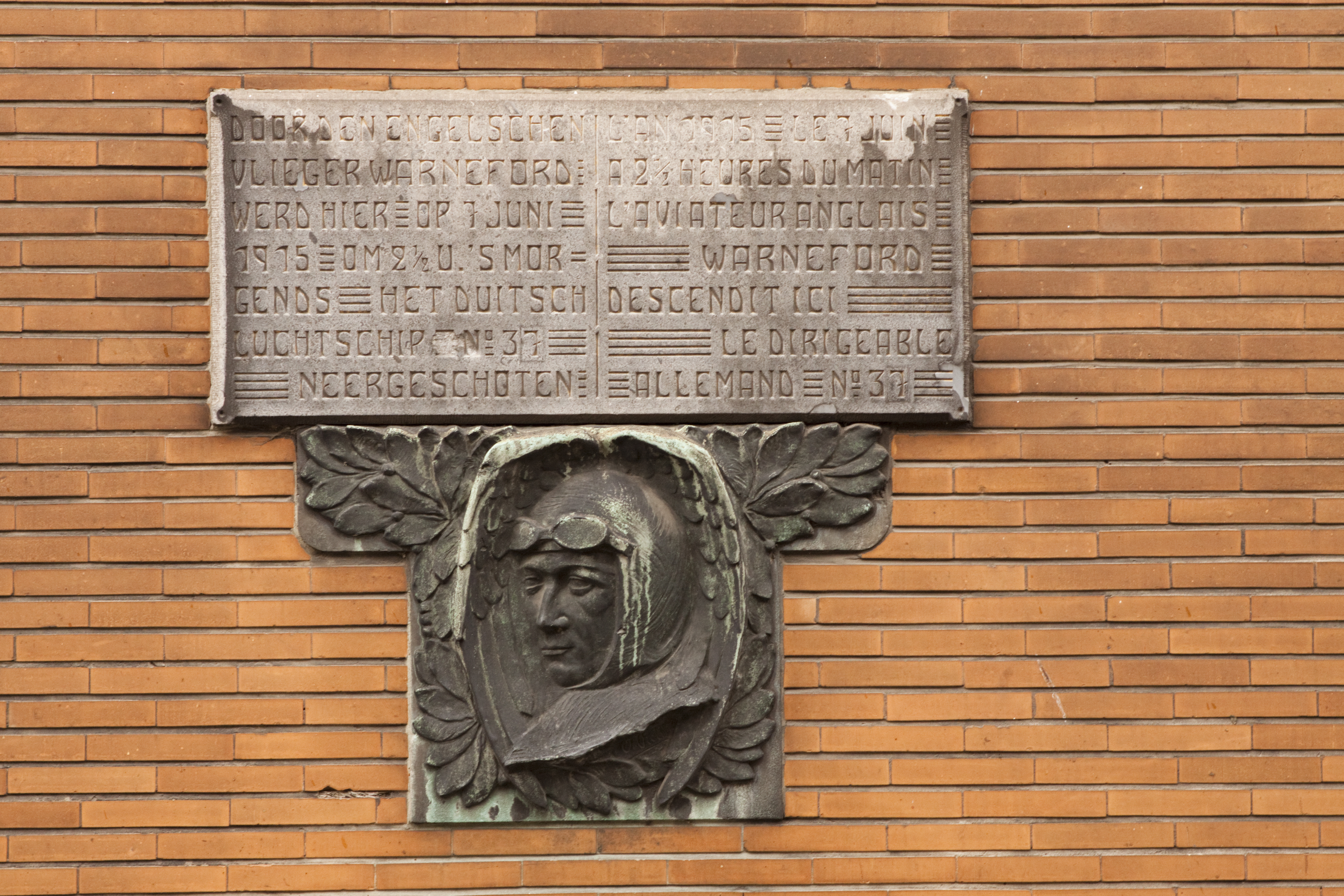
Gedenkplaat